# Солдаты Кромвеля оскорбляют Карла I
Солдаты Кромвеля оскорбляют Карла I (англ. Charles I Insulted by Cromwell's Soldiers) — картина маслом французского художника Поля Делароша. Выставлялась как часть коллекции Бриджуотера в Лондоне, в ходе Второй мировой войны считалась утерянной. В 2009 году он был вновь обнаружен в Шотландии в неожиданно хорошем состоянии, после частичной реставрации была выставлена в Национальной галерее в Лондоне в 2010 году на выставке, посвященной переоценке работ Делароша. После выставки предстояла полная реставрация.

## Сюжет
На картине изображён король Англии Карл I за несколько дней до казни, над которым издевались и насмехались солдаты Оливера Кромвеля, один из которых пускает ему в лицо трубочный дым.
Свергнутый король остается спокойным, держа в руках книгу, которую, кажется, читал.

## Владельцы
Картина была заказана 1-м графом Элсмиром Фрэнсисом Эгертоном. Династия графов Элсмир стала герцогами Сазерленда, когда в 1963 году Джон Эгертон унаследовал соответствующий титул. На момент повторного открытия в 2009 году картина оставалась в частной собственности герцогов в лице Фрэнсиса Эгертона.

## История
Картина имеет крупный размер, будучи написана на холсте размером 4 на 3 метра. Была завершена в 1836 году и впервые выставлена в следующем году на Парижском салоне и через год — в Британском институте в Лондоне. Затем картина десятилетиями висела как часть полуобщественной коллекции Бриджуотер в Бриджуотер-Хаусе в Лондоне.
Картина серьёзно пострадала во время немецкой бомбардировки Лондона во время Второй мировой войны. 11 мая 1941 года бомба упала на улицу возле Бриджуотер-Хауса, оставив воронку глубиной 3 м. Картина, висевшая в то время в столовой, сильно пострадала от осколков. По крайней мере четыре картины из коллекции были полностью уничтожены, менее пострадавшие были в конечном итоге восстановлены. Карл I был разобран и свернут после элементарного ремонта с использованием бумаги, чтобы скрепить самые большие разрывы. После войны картину перевезли на хранение в шотландский дом семьи Мертон-Хаус в Сент-Босуэллсе, Роксбургшир.
Несмотря на то, что картина хранилась в целости и сохранности в течение следующих 68 лет, её владельцы постепенно забыли о существовании картины, и мир искусства считал её утерянной как непоправимо поврежденную во время бомбёжок.
Картина была заново открыта летом 2009 года кураторами Национальной галереи после того, как они навели справки о картине во время подготовки выставки Делароша. Выставка 2010 года должна была стать первой крупной выставкой Делароша в Великобритании с целью переоценить работы художника, вышедшего из моды в начале XX века, и представить его самую известную работу из коллекции Национальной галереи «Казнь Джейн Грей» (1833 г.), которая также была заново открытой работой: она считалась утерянной, когда галерея Тейт была затоплена в 1928 году, и была найдена в 1973 г. в свёрнутом состоянии.
7 июня 2009 года в Мертоуне она была представлена публике впервые после переезда в Шотландию. К удивлению присутствующих, картина осталась практически нетронутой, «не потеряв своей интенсивности». Повреждение от взрыва составило около 200 отдельных разрывов на холсте, в котором все еще оставались фрагменты штукатурки и пыль от взрыва.
После перевозки в Лондон картина была достаточно восстановлена, чтобы её можно было выставить на выставке, хотя шрамы от осколков все еще были видны и сама она «несколько пожелтела из-за слоя обесцвеченного лака». Поскольку полотно было свернуто почти 70 лет, его пришлось развешивать в течение шести недель. Затем слезы были сшиты, а холст выровнен.
Первый публичный показ картины с момента ее повторного открытия состоялся в рамках проходившей с 24 февраля по 24 мая 2010 года выставки «История живописи: Деларош и леди Джейн Грей». Он был выставлен 23 февраля в отдельной комнате в зоне бесплатного посещения музея, а основная часть выставки проходила в соседнем крыле галереи Сейнсбери. Картина должна была быть полностью восстановлена после выставки через работы по удалению обесцвеченного лака и ретуши поврежденных участков.

## Критика
По данным Лондонской национальной галереи, это «одна из величайших картин на темы английской истории, благодаря которым Деларош прославился». Директор галереи Николас Пенни назвал картину «чрезвычайно мощным произведением» и «одной из величайших французских картин».
По словам куратора выставки Лондонской национальной галереи Кристофера Риопеля, картина «Солдаты Кромвеля оскорбляют Карла I» и другая картина Делароша «Мария-Антуанетта перед трибуналом», написанная в 1851 году, «представляют собой эпизоды страданий Христа».
Шарлотта Хиггинс из The Guardian назвала картину «одним из шедевров Делароша», который «обязан» знаменитой картине Антониса ван Дейка «Карл I с трёх сторон». Хиггинс также сказал, что картина «явно отсылает к популярному художественному сюжету о насмешках над Христом его стражей».